# Лав I Јерменски
Лав II (јерменски: Լեւոն Ա Մեծագործ), такође познат и као Леон, Левон и Лав Велики, био је први краљ Јерменског краљевства Киликије. Владао је од 1198/9. до 1219. године.

## Младост
Лав је био млађи син Стефана Јерменског. Мајка му се звала Рита и била је ћерка Семпада, господара Барбарона. Лавовог оца је на превару убио византијски гувернер Киликије, Андроник Еуфорбен (1165). Након смрти оца, Лав и његов старији брат Рупен живели су код ујака Пагурана, господара тврђаве Барбарон која је штитила Киликијска врата кроз која се улазило у Јерменију. Племство Јерменске Киликије одредило је Лавовог брата Рупена за владара 1183. године. Хетум III од Лампрона и Боемунд III од Антиохије склопили су савез против Рупена. Рупен је свога брата Лава послао у напад на Хетума, али је сам пао у заробљеништво. Лав је прикупио откуп, а по повратку 1187. године Рупен му је предао власт над Јерменском Киликијом и повукао се у манастир.

## Прве године владавине
Склапање савеза између Саладина и византијског цара Исака II Анђела, као и заједничка опасност од Туркомана, зближила је Лава и Боемунда. Лав је склопио савез са кнезом Антиохије и признао његову врховну власт. Убрзо затим је Лав одбио напад Туркомана који су напали његову државу са севера. Лав је са бројно слабијом војском напао и разбио туркоманске трупе. Вођа Туркомана страдао је у бици. Лав се 1188/1189. године оженио Изабелом, нећаком Боемундове супруге Сибиле. Користећи се неприликама које су у Румском султанату наступиле након смрти Килиџ Арслана II, Лав је објавио Руму рат. Изненадни напад завршен је неуспехом, али се два месеца касније Лав вратио са већом војском и заузео тврђаву Брагану убивши команданта гарнизона. Том приликом је вероватно заузео и Селеукију. Заузео је и Хераклеју и напредовао је до Цезареје. Отприлике у исто време примио је велику позајмицу од Боемунда, али је касније пожурио да му је врати. Када је Саладин, након освајања Јерусалима, опсео Антиохију, Лав је остао неутралан.
Фридрих Барбароса је јуна 1190. године пролазио кроз јерменске трупе на путу за Свету земљу. Лав је послао изасланство са поклонима, залихама и наоружаним војницима. Друго посланство, на челу са владиком Нарсесом од Лампрона, стигло је прекасно, након смрти немачког цара (10. јуна 1190). Нарсес се вратио у Тарс са Фридриховим сином, Фридрихом VI Швапским. Лав је узео учешћа у Трећем крсташком рату. Његове трупе бориле су се пред Акром, а 1191. године се придружио Ричарду Лављем Срцу на Кипру. Саладин је 1191. године разорио тврђаву Баграс коју је освојио од Темплара. По повлачењу муслимана, Лав је обновио тврђаву. Поседовање ове значајне тврђаве довело је до сукоба између Антиохије и Јерменије. Боемунд је тражио да се тврђава врати Темпларима, а Лав је то одбио и пожалио се Саладину. Након Саладинове смрти, Лав је позвао Боемунда у Баграс како би решили проблем. Боемунд је стигао у пратњи своје супруге Сибиле и њеног сина. Лав га је заробио. Уз посредовање јерусалимског краља Хенрија II од Шампање, Боемунд је пуштен из заробљеништва, али се морао одређи вазалних права на Киликијску Јерменију. Споразум је предвиђао и женидбу Боемундовог сина Ремона IV од Триполија са Лавовом нећаком Алисом Јерменском. Међутим, Ремон је убрзо умро, а Алиса је, заједно са сином Ремоном-Рупеном, враћена у Јерменију.

## Крунисање за краља
Лав је настојао да Јерменију уздигне на ранг краљевине те је круну тражио од најмоћнијих личности Европе свога времена, папе Целестина III и светоримског цара Хенрика VI. Међутим, цар није сарађивао јер је планирао да покрене крсташки рат којим би решио јерменско питање у своју корист. Папа Целестин је захтевао превођење јерменске цркве у католицизам што је наишло на противљење већег дела становништва и свештенства. Круну је Лаву послао византијски цар Алексије III надајући се да ће задржати неки утицај над Јерменијом. Лав је 1197. године у Цариград послао Нарсеса од Лампрона и друге црквене великодостојнике који су преговарали о унији две цркве. Међутим, јединство није постигнуто.
У међувремену је цар Хенрик такође обећао круну Лаву у замену за признање његових сизеренских права над Јерменијом. Хенрик никада није посетио исток. У организовању крсташког рата спречила га је смрт 1197. године. Убрзо након његове смрти, његов канцелар епископ Конрад од Хилдесхајма, заједно са папским легатом, надбискупом Конрадом од Мајнца, крунисао је Лава за краља 6. јануара 1198. (или 1199.) у Тарсу, у присуству јерменских свештеника, француско-јерменских земљопоседника, архиепископа Тарса и калифовог посланика. Крунисао га је Гргур VI од Киликије. Лав је од надбискупа добио круну и друге знаке краљевског достојанства.

## Рат за наслеђе Антиохије
Конрад од Мајнца је потом отишао у Антиохију где је Боемунду III предочио да мора признати наследна права Ремона Рупена. Барони су се заклели на верност Ремону Рупену, али је његова права на круну оспорио Боемундов син, Боемунд од Триполија, а такође су и Темплари били непријатељски настројени према јерменском престолонаследнику. Боемунд од Триполија одбио је да да заклетву Ремону Рупену. Тиме је избио Рат за наслеђе Антиохије. Боемунд од Триполија је ушао у Антиохију и убедио грађане да се одрекну заклетве коју су положили његовом оцу. Лав је у међувремену решио проблеме са алепским емиром и покренуо војску ка Антиохији. Нико му није пружао отпор. Боемунд од Триполија је побегао из Антиохије. Вратио се 1201. године на сахрану свога оца. Рат је поново обновљен 1202. године. Јерусалимски краљ Амалрик II интервенисао је и издејствовао склапање примирја. Лав је 1203. године ушао у Антиохију. Боемунд III је присиљен да напусти град. Рат је настављен до 1208. године када се, на интервенцију папе Иноћентија, Лав морао одрећи претензија на кнежевину Антиохију и тврђаве Баграс.
На Кипру се Лав 1210. или 1211. године оженио Сибилом Лизињан, ћерком Амалрика и Изабеле. Године 1211. мајстор Темплара рањен је у заседи, а папа Иноћентије је обновио екскомуникацију краља Лава. Лав је отказао послушност Риму и окренуо се грчкој цркви. Такође је ступио у везе са Хоспиталцима и Тевтонцима. Са Римом се Лав измирио марта 1213. године обећавши да ће учествовати у наредном, Петом крсташком рату. Такође је обезбедио наклоност Жана од Бријена. Лавова ћерка Рита удала се 1214. године за јерусалимског краља. Две године касније Ремон Рупен је, уз подршку Лава, организовао заверу и преузео антиохијску круну.
Угарски краљ Андрија Арпад је, приликом проласка кроз Јерменију на путу за Свету земљу, договарао склапање брака између свог сина Андрије и Лавове ћерке Изабеле. Убрзо долази до сукоба Лава и Ремона Рупена. На антиохијски престо враћен је Боемунд, а Ремон је погинуо у борби за круну. Пре тога је умро краљ Лав. Непосредно пред смрт, 2. маја 1219. године, именовао је ћерку Изабелу I за наследника.
Његово тело сахрањено је у Сису, док су срце и унутрашњи органи сахрањени у манастиру Агнер.

## Породично стабло
|  |                     |  |  |  |  |  |  |  |  |  |  |  |  |  |  |  |
|  | 2. Стефан Јерменски |  |  |  |  |  |  |  |  |  |  |  |  |  |  |  |
|  |                     |  |  |  |  |  |  |  |  |  |  |  |  |  |  |  |
|  |                     |  |  |  |  |  |  |  |  |  |  |  |  |  |  |  |
|  | 1. Лав II Јерменски |  |  |  |  |  |  |  |  |  |  |  |  |  |  |  |
|  |                     |  |  |  |  |  |  |  |  |  |  |  |  |  |  |  |
|  |                     |  |  |  |  |  |  |  |  |  |  |  |  |  |  |  |
|  | 3.                  |  |  |  |  |  |  |  |  |  |  |  |  |  |  |  |
|  |                     |  |  |  |  |  |  |  |  |  |  |  |  |  |  |  |
|  |                     |  |  |  |  |  |  |  |  |  |  |  |  |  |  |  |